# Thad Luckinbill
Thad Robert Luckinbill (ur. 24 kwietnia 1975 w Enid, w stanie Oklahoma) – amerykański aktor telewizyjny i filmowy.

## Życie prywatne
3 marca 2007 roku poślubił Amelię Heinle. Mają dwoje dzieci: syna Thaddeusa Rowe’a (ur. 2007)  i córkę Georgię March (ur. 2009).

## Filmografia

### Filmy fabularne
- 2001: Chłopaki mężczyzny (Boys to Men) jako członek zespołu Faux
- 2003: Nowożeńcy (Just Married) jako Willie McNerney
- 2004: Piżama party (Sleepover) jako Todd
- 2006: Odwaga i nadzieja (Home of the Brave) jako żołnierz #1
- 2017: Tylko dla odważnych (Only the Brave) jako Scott Norris
- 2023: Gad (Reptile) jako Peter

### Seriale TV
- 1999: Rozbieranie (Undressed) jako Kyle
- 1999-: Żar młodości (The Young and the Restless) jako J.T. Hellstrom
- 2001: Sabrina, nastoletnia czarownica (Sabrina, the Teenage Witch) jako Sean Hexton
- 2001: Nash Bridges jako młody Bobby Bridges
- 2002: Buffy: Postrach wampirów (Buffy the Vampire Slayer) jako R.J. Brooks
- 2002: JAG – Wojskowe Biuro Śledcze (JAG) jako bosman Moritz
- 2002: Babski oddział (The Division) jako Josh Costa
- 2002: Powrót do Providence (Providence) jako Jack Finch
- 2003: 8 prostych zasad (8 Simple Rules) jako Donny Doyle
- 2006: Bez skazy (Nip/Tuck) jako Mitchell Skinner
- 2006: CSI: Kryminalne zagadki Las Vegas (CSI: Crime Scene Investigation) jako Timothy Johnson
- 2008: Bez śladu (Without a Trace) jako Tim Collier
- 2009: Zaklinacz dusz (Ghost Whisperer) jako Grant Harper/dr Troy Holdon
- 2009: CSI: Kryminalne zagadki Nowego Jorku (CSI: NY) jako Connor Dunbrook
- 2010: CSI: Kryminalne zagadki Miami (CSI: Miami) jako Dominic Cross

### Filmy krótkometrażowe
- 2000: Wypadek (Crash) jako członek zespołu Faux